# Mavronóros (Grevená)
Mavronóros, en grec moderne : Μαυρονόρος, est un village du dème de Grevená, district régional de Grevená, en Macédoine-Occidentale, Grèce.
Selon le recensement de 2011, la population du village s'élève à 78 habitants.